# Sueños infantiles
Sueños infantiles & Interpretación antigua y moderna de los sueños. Notas del seminario impartido en 1936-1941 (en alemán Seminare: Kinderträume (1987); en inglés Children's Dreams: Notes from the Seminar Given in 1936-1940 (2008) & Dream Interpretation Ancient and Modern: Notes from the Seminar Given in 1936-1941 (2014)) son una serie de conferencias sobre interpretación de los sueños presentadas en la Eidgenössische Technische Hochschule por el psiquiatra y psicólogo suizo Carl Gustav Jung. Forman parte de su Obra completa, sección B. Seminarios.

## Contenido
Entre 1936 y 1941, C. G. Jung presentó un seminario sobre sueños infantiles y antiguos trabajos sobre interpretación de los sueños en la Eidgenössische Technische Hochschule (Instituto Federal suizo de Tecnología) en Zúrich. En 1987, fue publicado en alemán por Walter Verlag y editado por Lorenz Jung y Maria Meyer-Grass en un único volumen de 680 páginas. Para la edición inglesa, se decidió publicar la obra en dos volúmenes, ubicando los seminarios sobre sueños infantiles en un volumen y aquellos sobre viejos trabajos de interpretación de los sueños en un segundo, para preservar la continuidad temática.

### Sueños infantiles
En la década de 1930, C. G. Jung se embarcó en una investigación audaz sobre sueños infantiles tal y como son recordados por los adultos para una mejor comprensión de su significado en la vida de los soñantes. Presentó sus resultados en una serie de seminarios los cuales representan la plasmación más penetrante de sus ideas sobre los sueños infantiles y la psicología de la infancia. Al mismo tiempo ofrecen el mejor ejemplo de supervisión en grupo de Jung, presentando su exposición más detallada y completa del análisis de los sueños junguiano y proporcionando una imagen de cómo enseñó a otros a interpretar sueños.

### Interpretación antigua y moderna de los sueños
Este segundo volumen completa los seminarios con la presentación de las sesiones dedicadas a la interpretación de los sueños y su historia. Estas sesiones abren una ventana a la interpretación de los sueños junguiana en la práctica, donde Jung examina por ejemplo una larga serie de sueños del médico renacentista Gerolamo Cardano. Esta obra es la máxima representación de las interpretaciones de Jung sobre las literaturas de sueños.

## Índice
Para la tabla de contenidos véase referencia.

## Edición en castellano
- Jung, Carl Gustav (Inédito). Obra completa de Carl Gustav Jung. B. Seminarios. Sueños infantiles [1936-1941] (1987). Madrid: Editorial Trotta.

- Datos: Q3504981